# Barbula glaucescens
Barbula glaucescens là một loài rêu trong họ Pottiaceae. Loài này được Hampe mô tả khoa học đầu tiên năm 1863.